# Little Nightmares
Little Nightmares är ett pussel-plattformsspel, utvecklat av Tarsier Studios  och utgivet av Bandai Namco Entertainment till Microsoft Windows, Playstation 4, Nintendo Switch och Xbox One. Spelet lanserades internationellt den 28 april 2017.

## Utveckling
Spelet tillkännagavs i maj 2014 under titeln Hunger av Tarsier Studios, en svensk datorspelsutvecklare. Detta ändrades då sökningen på "Hunger Game" kunde förväxlas med filmen och bokserien Hunger Games. I februari 2015 visades den första trailern för spelet. Bandai Namco Entertainment blev en del av projektet i augusti 2016 och meddelade att spelet hade bytt titel till Little Nightmares.